# Украина (Климовский район)
Украина — бывший посёлок в Климовском районе Брянской области РСФСР.

## Название
Название Украина в древнерусском языке означало окраину, «пограничную местность».
Прежнее название посёлка - Гнилая Вода. Так прежде называли протекающую неподалёку реку Клюс, правый приток Снова.

## История
Впервые упоминается в начале XX века. До Февральской революции 1917 года территория посёлка находилась в составе Брахловской волости Новозыбковского уезда Черниговской губернии Российской империи. В 1918 году территория была  оккупирована австро-венгерскими войсками. Освобождена в период с 25 ноября по 25 декабря 1918 года.
После Гражданской войны в составе Климовской волости Новозыбковского уезда Гомельской губернии (с декабря 1926 года — Брянской губернии (Чернооковский сельсовет)) РСФСР .
С 1 октября 1929 года в составе Климовского района Западной области (с 27 сентября 1937 года — Орловской области, с 5 июля 1944 года — Брянской области) РСФСР.
В 1929—1930 годах началась сплошная коллективизация. Колхозы образовывались на территории посёлков Климовского района, существовавших в то время. В их числе были колхозы «Наш труд» — посёлок Свобода, и «Окраина» — посёлок Гнилая Вода (Украина). В 1930 году посёлки Свобода и Украина объединились в один колхоз «Наш труд».
В период Великой Отечественной Войны посёлок был полностью разрушен наступающими войсками 2-й танковой группы вермахта нацистской Германии. Восстановлен не был.

## Географическое положение
Был расположен примерно в 26 км от села Новозыбково и в 12 км от посада Климов. К южной части посёлка примыкал посёлок Свобода (ныне урочище). 

## Население
По данным переписи 1926 года имел в своём составе 5 хозяйств и 18 человек населения